# Кубізм

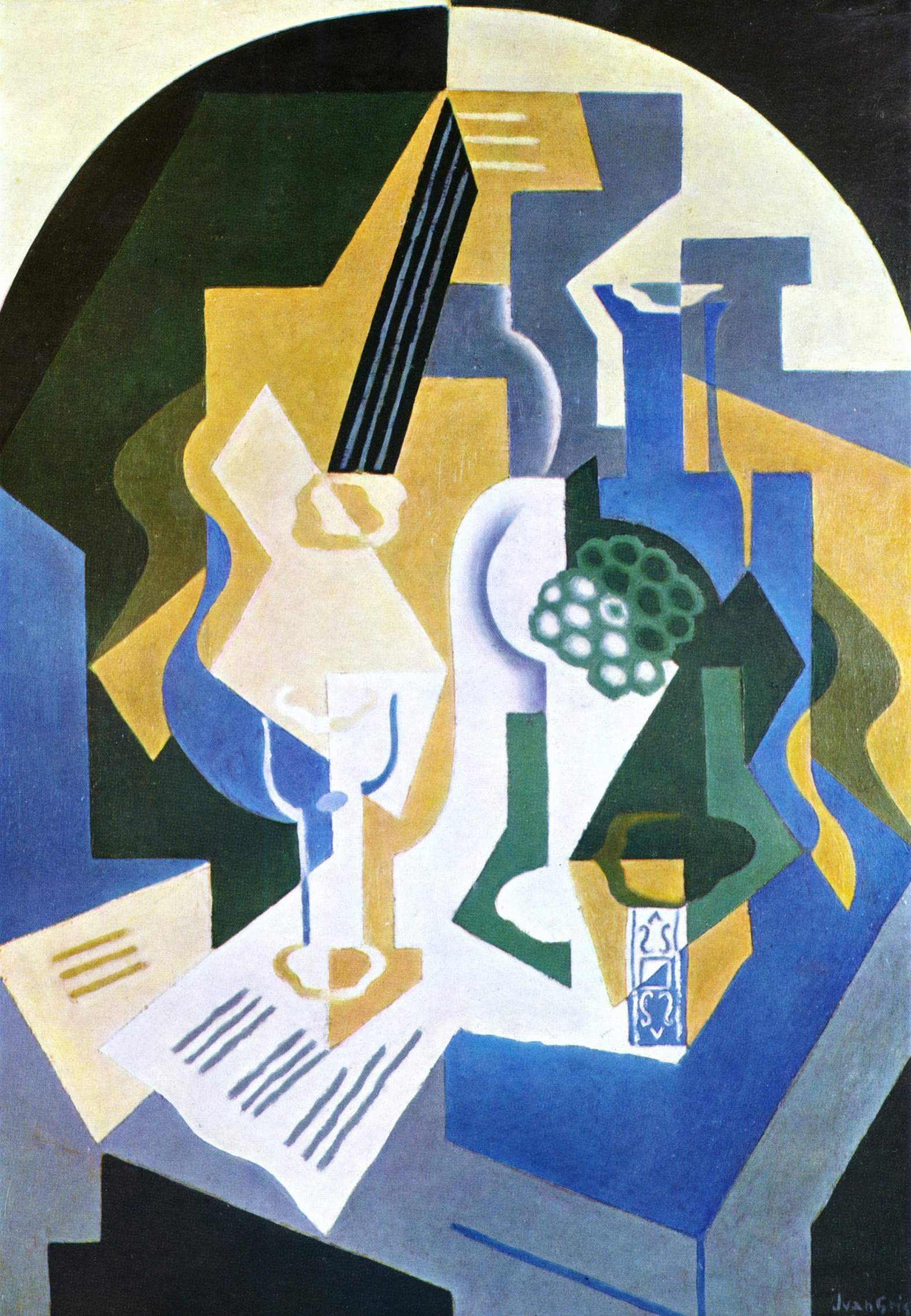
Картина Хуана Ґріса Stilleben mit Fruchtschale und Mandoline

Пам'ятник Шевченкові у Сумах (встановлено в Полтаві)). Архт. Кавалерідзе. Кубізм. 1926.

Кубізм — авангардна течія в образотворчому мистецтві початку XX століття, яка передувала абстрактному мистецтву. Кубізму притаманні підкреслено геометризовані форми, прагнення подрібнити об'єкти на стереометричні складові.

## Історія
Його засновники Жорж Брак і Пабло Пікассо захоплювалися роботами Поля Сезанна і були натхненні його спробою створити об'ємну структуру на поверхні полотна. У 1907–1910 роках у Франції кубісти почали усе більше абстрагуватися від дійсності, їхні картини усе менше нагадували реальність. Кубізм оголосив, що мистецтво існує заради самого себе, а не для відтворення дійсності.
Кубізм мав бути мистецтвом, котре, за словами Пабло Пікассо, відтворює світ не таким, яким його бачить митець, а таким, яким він його мислить. Шляхом розкладання всіх предметів і форм на прості геометричні фігури та їх перекомбінування відповідно до задуму митця кубісти сподівалися прийти до створення інтелектуального й аналітичного живопису, здатного розкривати структуру речей і їхню внутрішню сутність, виражати «константи буття», підніматися до рівня вимог сучасності, входити в неї і сприяти її перебудові.
Кубізм залучив таких художників як Хуан Ґріс, Фернан Леже́ і Робер Делоне. Серед майстрів, що звертались до стилістики кубізму в інших країнах — голландець Лео Гестел, росіянка Любов Попова та інші. В творах останніх набував менш радикальних і руйнівних якостей.
Вже в роки виникнення з'явилися його теоретичні «обґрунтування» суб'єктивно-ідеалістичного порядку (А. Глез, Ж. Метсенже, у ряді положень — Гійом Аполлінер), що послужили основою для числе́нних реакційних концепцій, реабілітовуючих занепадницькі явища мистецтва. Численні і довільні спроби зв'язати кубізм з новітніми науково-технічними відкриттями (так, множинність точок зору на предмет нібито родинна сучасним фізичним представленням і т. д.). Ті та інші характерні для духовної атмосфери, в якій виникав в кубізмі, але не пояснюють характеру його живописних концепцій. В ньому не чужі образно-емоційні завдання (особливо твору Пабло Пікассо, що піднімається до драматичної цілісності і широти). Цей стиль не «звільняється» від зображення взагалі, але підпорядковує його своїм формальним пошукам. Відбивана в мистецтві реальність деформується, підкоряючись фетишизованим матеріальним засобам мистецтва, уявленню про картину перш за все як про матеріальний предмет — полотно, покрите фарбою. З іншого боку, і конструктивні устремління кубізму, шукання в області простору і об'єму, родинні ряду течій в сучасній архітектурі і дизайні («Баугауз»; група «Стиль» в Нідерландах), виявляються ілюзорними, оскільки не виходять за межі «чистого живопису», образотворчого експериментування в станкових формах. Тому, не дивлячись на талант і невтомність П. Пікассо і Ж. Браку, кубізм виявився в порочному колі протиріч і незабаром прийшов до кризи.
Період з 1910 по 1912 рр. називають «аналітичним»: предмет дробиться на дрібні межі, які чітко відокремлюються один від одного, предметна форма як би розпливається на полотні, кольору як такого практично немає (Шлюб «На честь Й. С. Баха», 1912 р.). В останньому, відомому як «синтетичний» кубізм, картини перетворюються в барвисті, площинні панно (Пікассо «Харчевня», 1913—1914 рр.), Форми стають більш декоративними, в малюнок вводяться літерні трафарети і різні наклейки, що утворюють колажі. У цій манері разом з Браком і Пікассо пише Хуан Гріс.
Перша світова війна поклала кінець співпраці Брака і Пікассо, проте їх творчість мала великий вплив на інші течії, в тому числі на футуризм, орфизм, пуризм і вортіцізм.
|  |  |  |

## В Україні
В 10-ті роки ХХ століття — ще у спокійній атмосфері лише інтелектуально вируючої Європи — українські художники мали змогу знайомитися з європейськими школами і течіями. Молоді майстрині та майстри, що відчули за кордоном смак вільного вибору засобів естетичного вираження, стали в Україні першим загоном авангарду, підтриманим більшістю студентства Києва і Харкова. Творча молодь гуртувалася навколо художника (пізніше професора Київського художнього інституту) Олександра Богомазова і його колежанки Олександри Екстер — апостол_ок українського кубофутуризму.
Термін «кубофутуризм» виник з назв двох живописних напрямків: французького кубізму та італійського футуризму, які, здавалось би, важко синтезувати. Адже кубізм, хоча й розкладав (на «аналітичній» стадії свого розвитку) предмети і фігури, в цілому прагнув до конструктивності, до архітектоніки. Футуризм же — це надзвичайна динаміка, що руйнує конструкцію. Його кумир_ки — рух, швидкість, енергія, він схиляється перед сучасною машиною, в якій бачить втілення естетичного ідеалу. Однак саме українські авангардні живопис_иці — при більшому тяжінні до кубізму — об'єдналися під назвою кубофутуризму. Звільняючись від прямого наслідування натури, художниці/ки одержали певну свободу по-своєму інтерпретувати світ.
Першу виставку нового мистецтва в Україні, названу «Ланкою», за спогадами художника Д. Бурлюка, громадськість не сприйняла, а критика «зухвало обілляла брудом». 1914 року новоутворена група «Кільце» влаштувала свою (через світову війну першу і останню) виставку, в якій взяв участь 21 художник/ця. У передмові до каталогу виставки, крім маніфестації основних теоретичних положень, було сказано: «Ми доводимо існування в нашому місті творчих сил».
Художник О. Богомазов — поет за світовідчуттям і аналітик за складом мислення — вже у 1913—1914 роках створив десятки картин, акварелей та рисунків, в яких відчутний подих різних течій початку століття — експресіонізму, неопримітивізму, абстракціонізму. Та будучи прихильником і теоретиком кубофутуризму, він пише трактат «Живопис і елементи» — блискучу теоретичну розвідку про те, як темп і ритм зовнішнього життя перекладається художньою особистістю на мову живопису. «Світ виповнений енергією руху, — розмірковує автор, — і спостережливе око бачить динаміку навіть у статичному предметі („гора насувається“, „рейки біжать“, „стежка в'ється“)». Трактат О. Богомазова споріднений з теоретичною роботою абстракціоніста В. Кандинського «Про духовне у мистецтві» і книгою Глеза-Метценже «Про кубізм». Але глибина і переконливість обґрунтування нового мистецтва робить його працю безприкладною.
Українські художниці та художники прагнули наситити світ кубізму барвистістю, почерпнутою з народної творчості — кераміки, лубків, ікон, вишиванок, ляльок, килимів, писанок, де зберігалася близькість до таємничих стихій життя. Тут немає прямих стилізацій, проте є ясна, ритмічна мова кольорів, які звучать дзвінко, локально, наділені силою, але зберігають при цьому вишукану палітру — синьо-фіолетові гами, джерело яких, з одного боку, — вплив фіолетових уподобань М. Врубеля та О. Мурашка, а, з другого, — колорит стародавніх київських мозаїк.
Яскравою художньою особистістю був Казимир Малевич, творець супрематизму. Він хоч і жив значну частину життя поза Україною, але, українець за походженням, ніколи не поривав зв'язків з нею. Безпосередніми учнями/цями майстра у Києві, що багато працювали в напрямку можливостей кубізму, конструктивізму, супрематизму, були О. Хвостенко-Хвостов («Crescendo» з рухливих кольорових конструкцій), В. Єрмилов (оформлення площ і вулиць Харкова до революційних свят, плакати, інтер'єри). Новітнє мистецтво творили В. Пальмов («Рибалка», «Дачники»); К. Редько («Світло і тінь симетрії», цикл «Електроорганізми»). Кубофутуристами тією чи іншою мірою були Г. Собачко-Шостак («Рух кольору», «Тривога»), Л. Лисицький («Композиція»), Д. Бурлюк («Козак Мамай», «Жнива»), В. Меллер («Ассирійські пісні»), А. Петрицький («Ексцентричний танок», «Композиція»). «Футуристичний портрет» написав і один із творців стилю «модерн» Г. Нарбут.
Гордістю українського авангардного мистецтва є також всесвітньо відомий скульптор-кубофутурист Олександр Архипенко (1887—1964). З 20-річного віку він жив і працював за кордоном, завоювавши всесвітнє визнання, титул «генія скульптури», проторувавши дорогу іншим видатним майстрам — Генрі Муру, Джакометті, Колдеру та ін. У кубізмі його привабило те, як живописці працювали із формою: подібно до поетів, вони римували, ритмізували, досягали гармонійного звучання, зіставляючи куби й овали. Кубофутуризм Архипенка — це теж динаміка кутів, кіл, конусів, ромбів у нескінченному колообігу.